# Сиху (Бэньси)
Сиху́ (кит. упр. 溪湖, пиньинь Xīhú) — район городского подчинения городского округа Бэньси провинции Ляонин (КНР). Район назван в честь находящегося на его территории озера Бэньсиху.

## История
В 1948 году были образованы районы Хэдун (河东区) и Хэси (河西区). В 1955 году они были объединены в район Бэньси (本溪区). В 1956 году район Бэньси был переименован в Сиху.

## Административное деление
Район Сиху делится на 7 уличных комитетов, 2 посёлка и 1 волость.

## Соседние административные единицы
Район Сиху граничит со следующими административными единицами:
- Район Миншань (на востоке)
- Район Пиншань(на юге)
- Городской округ Ляоян (на западе)
- Город субпровинциального значения Шэньян (на северо-западе)
- Городской округ Фушунь (на севере)